# Edificio principal (Universidad de Notre Dame)
El Edificio de Administración Principal de la Universidad de Notre Dame (conocido como el Edificio Principal o la "Cúpula Dorada") alberga varias oficinas administrativas, incluida la Oficina del Presidente. En la parte superior del edificio se encuentra el Golden Dome, el hito más reconocible de la Universidad. Tres edificios fueron construidos en el sitio; el primero fue construido en 1843 y reemplazado por uno más grande en 1865, que se quemó en 1879, después de lo cual se erigió el tercer y actual edificio. El edificio alberga las oficinas administrativas de la Universidad, así como aulas, colecciones de arte y espacios de exposición. El edificio figura en el Registro Nacional de Lugares Históricos.

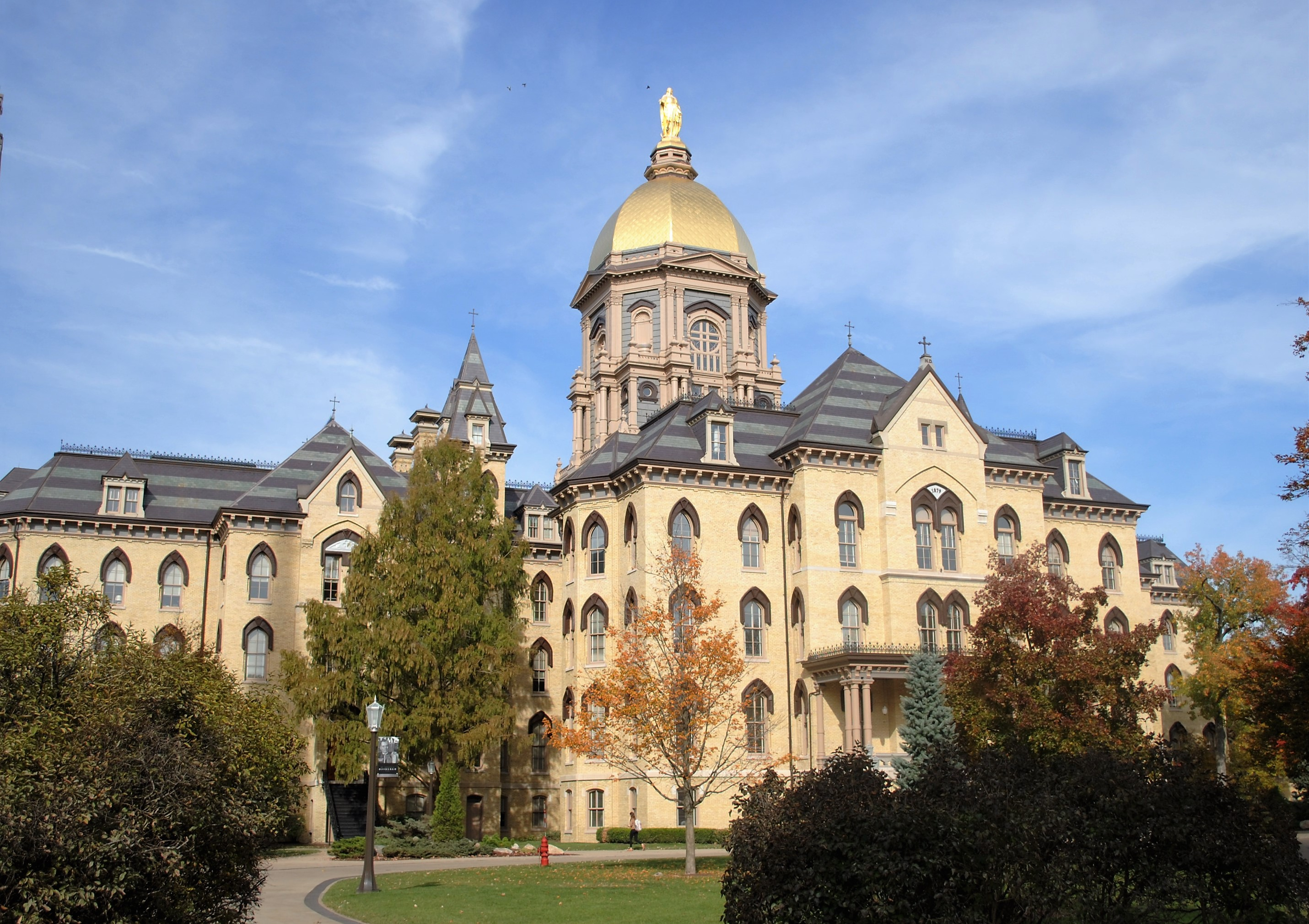
Cúpula Dorada

## Galería

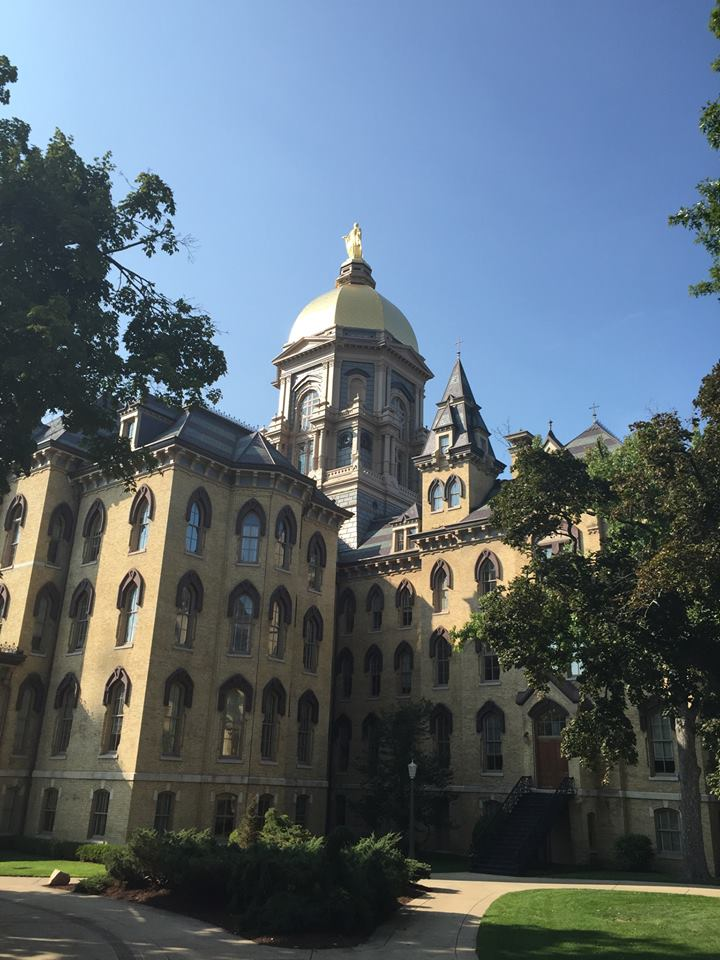
Edificio principal visto desde el patio principal
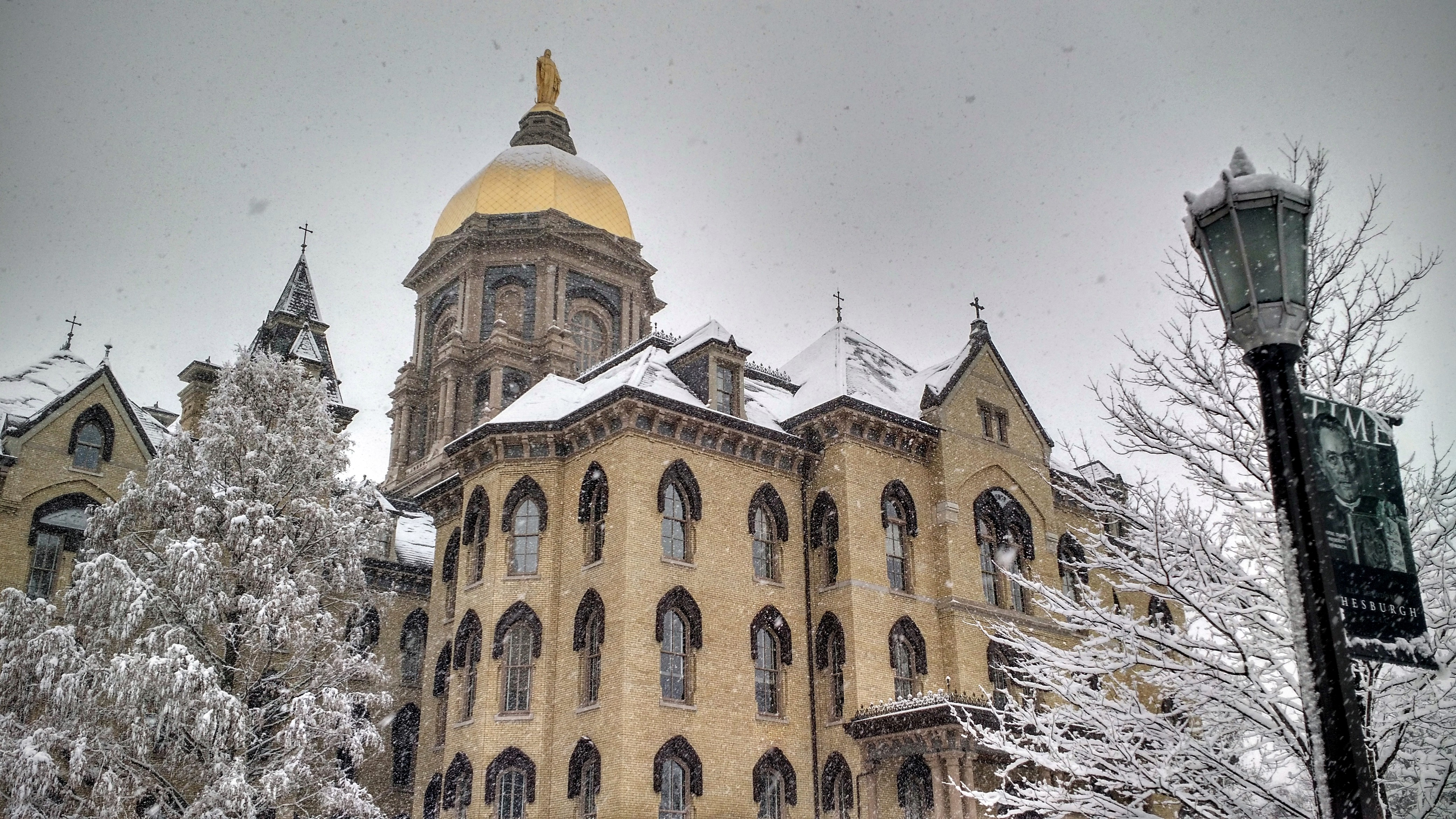
El edificio principal en invierno
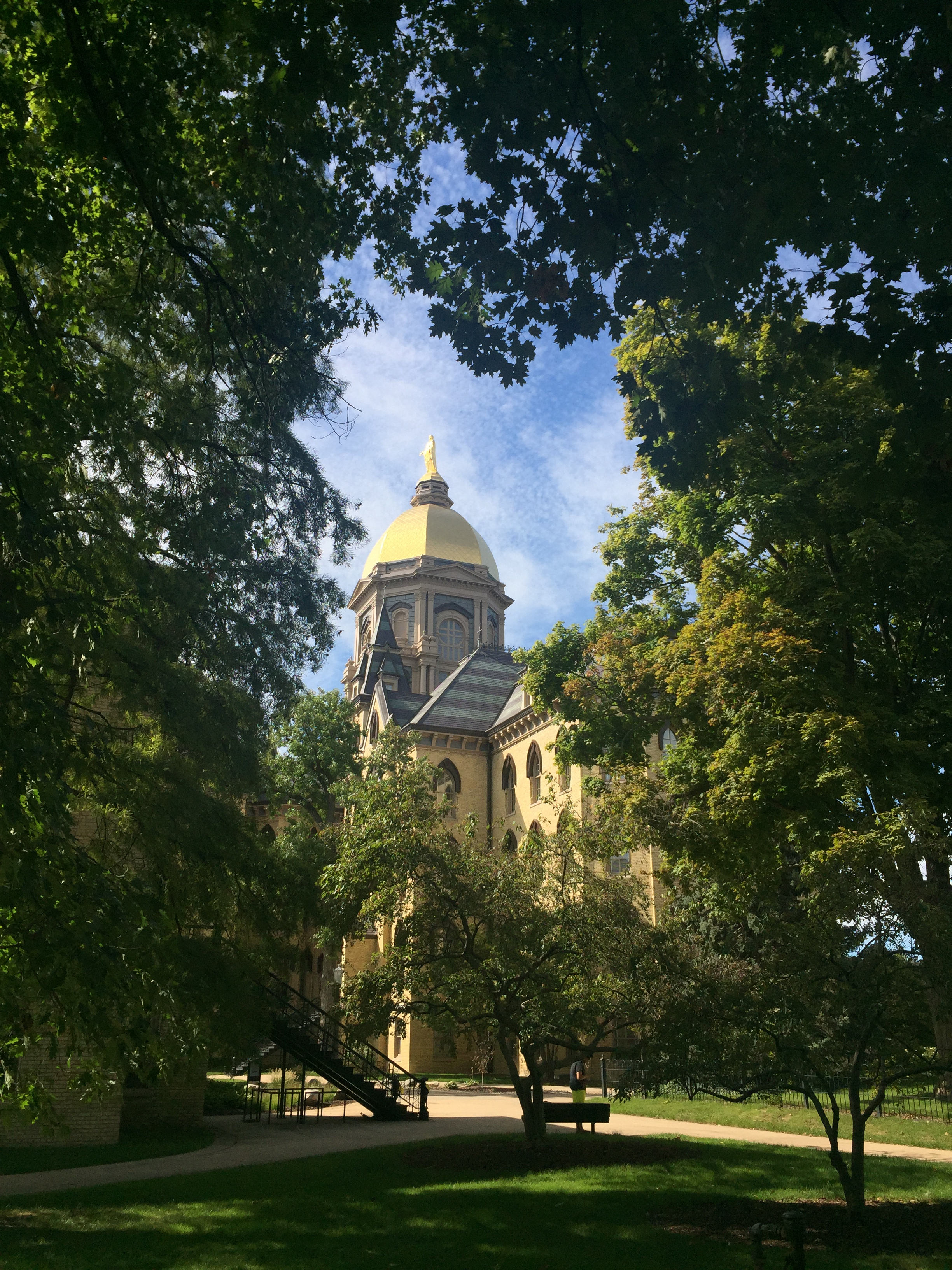
La cúpula vista desde Cavanaugh Hall
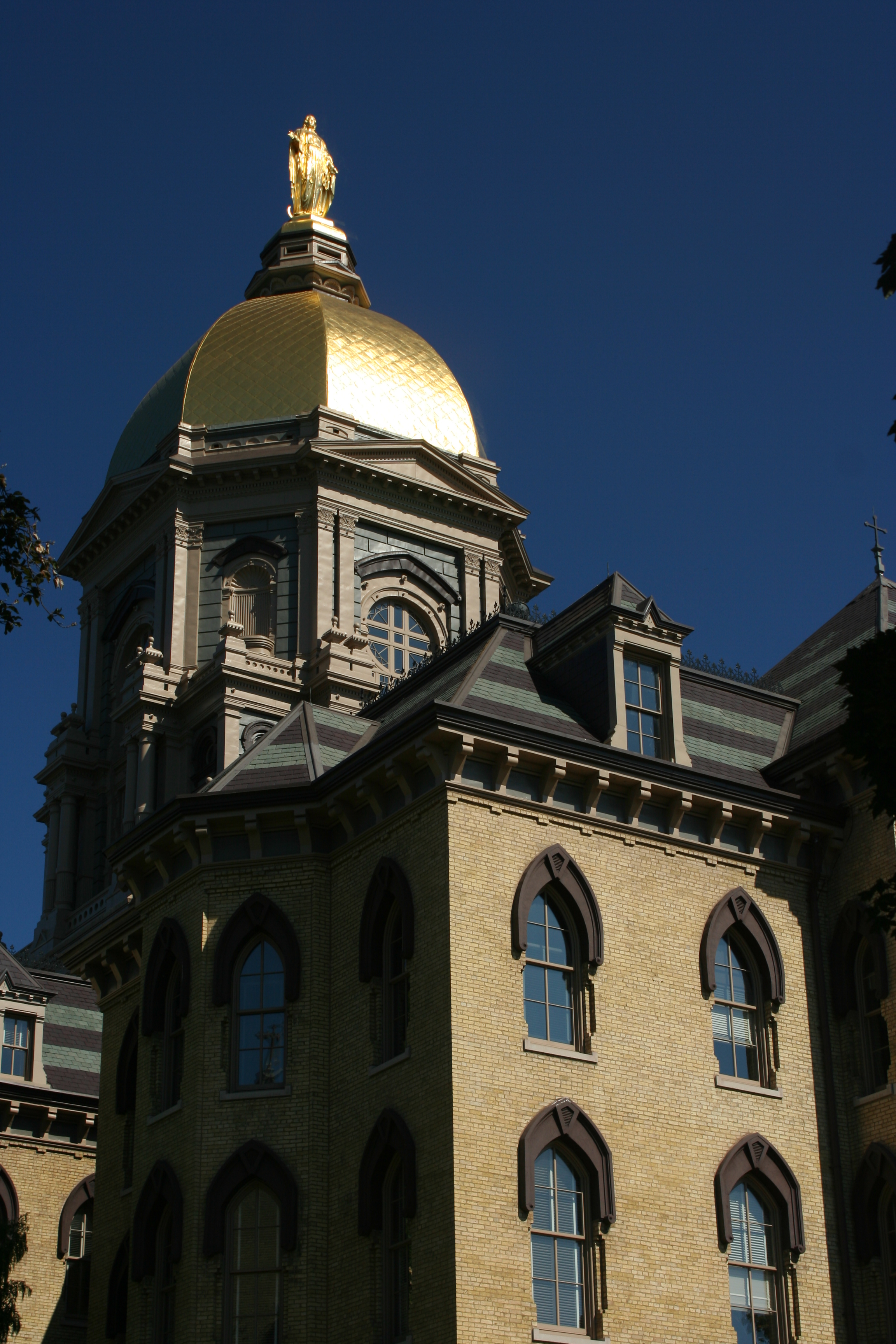
Cerca de la cúpula dorada
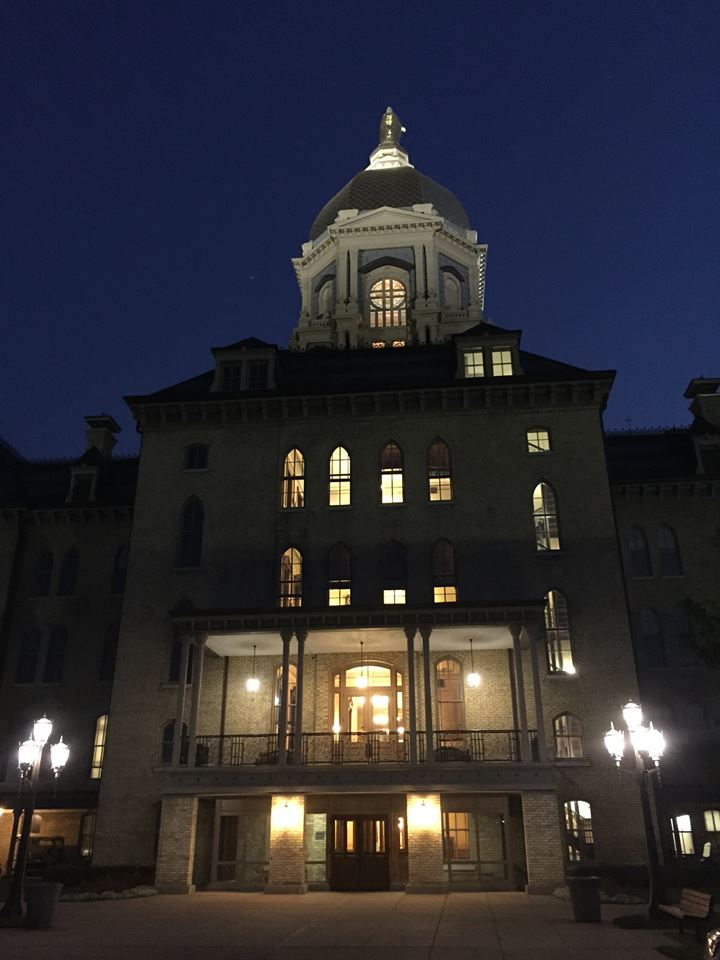
Cúpula dorada por la noche
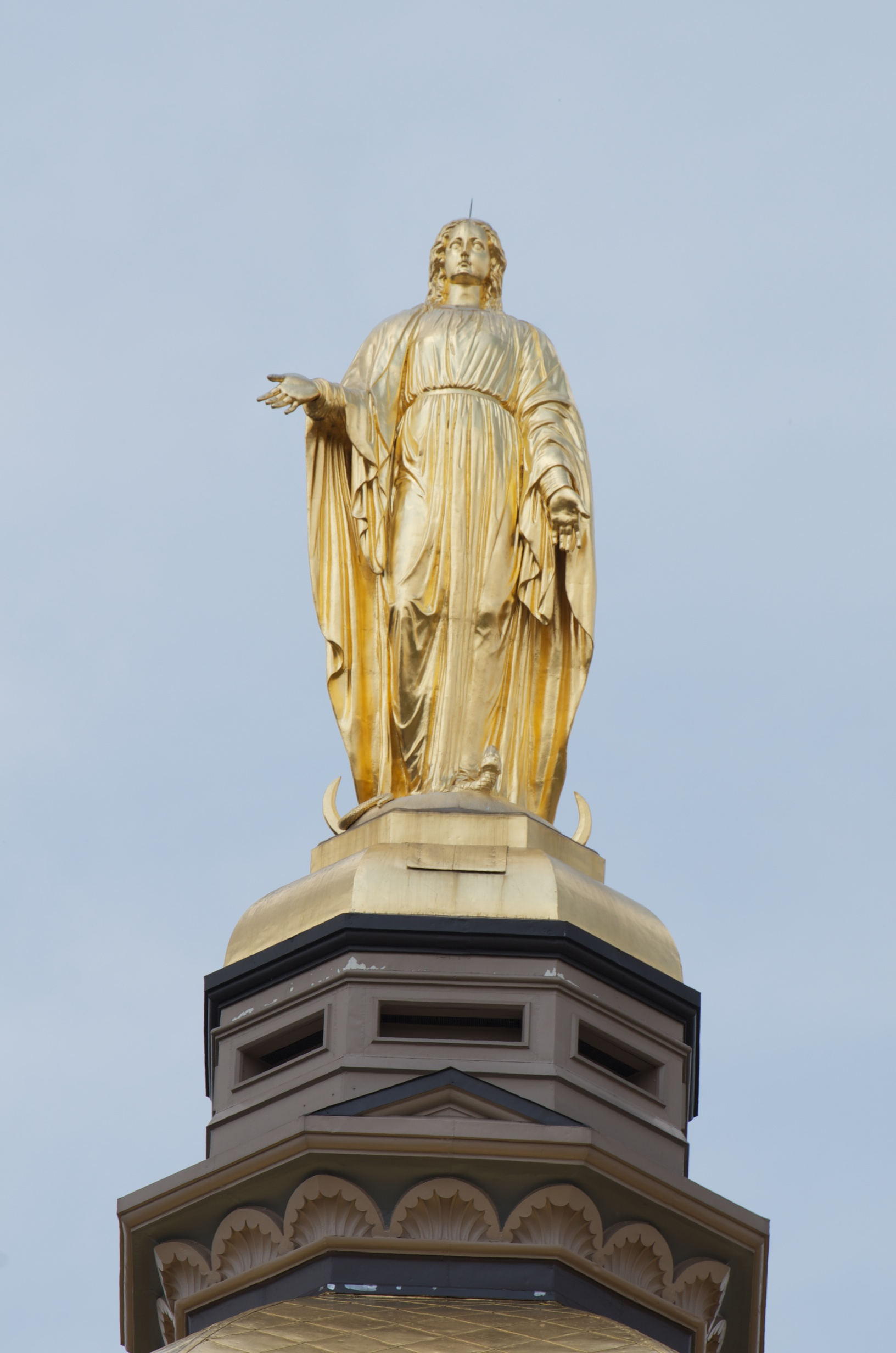
Cerca de la estatua
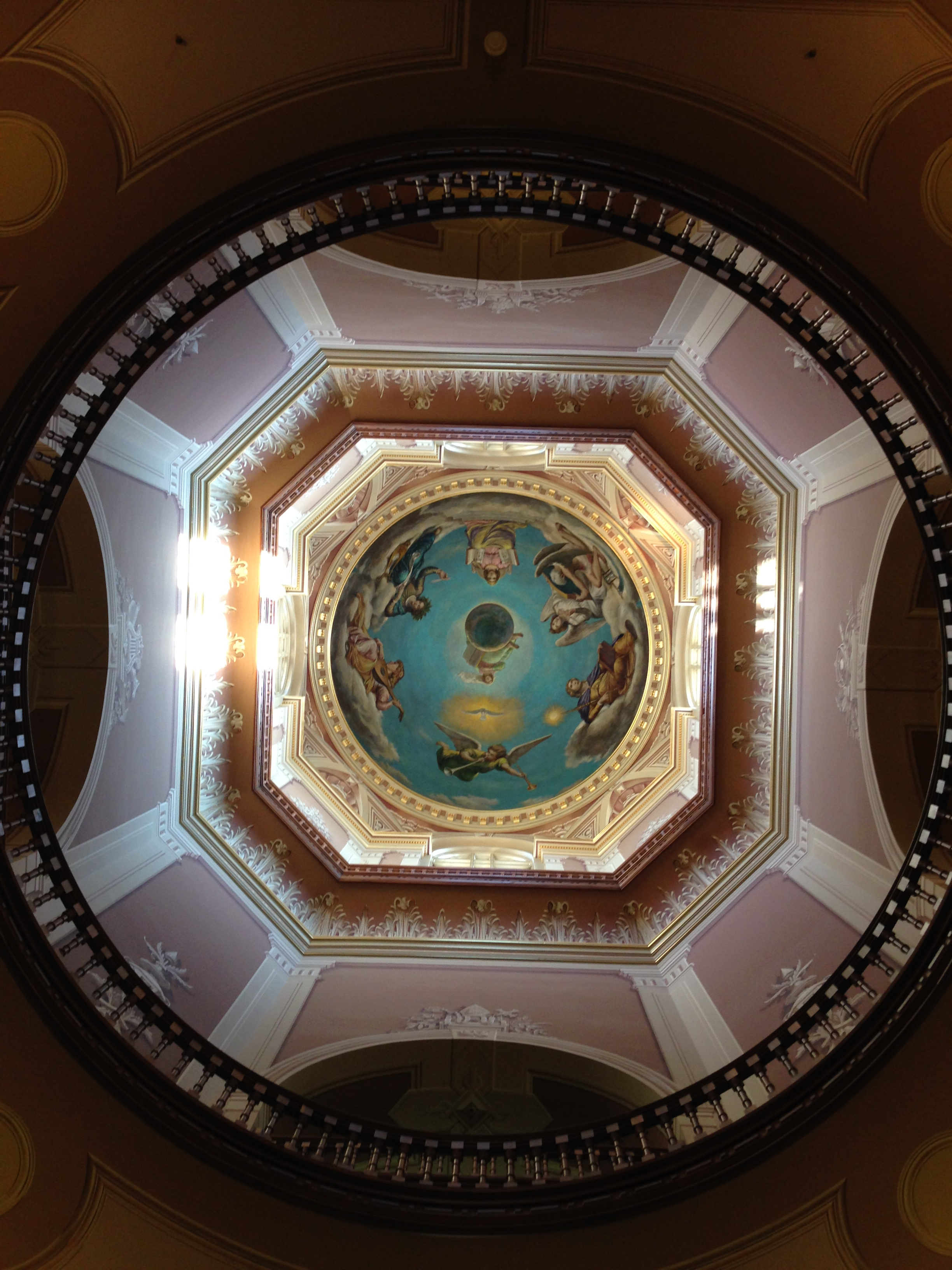
Interior de la cúpula dorada